# Udja
La Udja (in russo Удя?) è un fiume della Russia siberiana settentrionale (Repubblica Autonoma della Jacuzia), affluente di destra dell'Anabar.
Nasce dalle estreme propaggini nordorientali dell'altopiano della Siberia centrale dalla confluenza dei fiumi Tokur-Udja e Mas-Udja, scorrendo con direzione mediamente nordoccidentale dapprima attraverso l'altopiano, successivamente nel bassopiano siberiano settentrionale, senza incontrare centri urbani di qualche rilievo; sfocia nell'Anabar nel suo medio corso. I principali affluenti sono Čëmpe-Jurele (129 km) e Udžakan (104 km) dalla destra idrografica, Čymara (168 km) dalla sinistra.
La Udja è ghiacciata per la maggior parte dell'anno (mediamente da fine settembre-primi di ottobre ai primi di giugno).